# Brique de chanvre
 (septembre 2022).

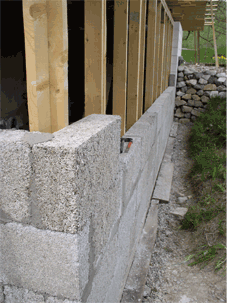
Bloc de chanvre ép. 15 cm et ossature bois.

La brique de chanvre ou bloc de chanvre est un matériau de construction isolant dans la masse. Ce matériau parfois dit éco-hybride (car composé d'un produit végétal et d'un liant minéral) est composé de chènevotte (partie ligneuse de la tige du chanvre, dure et légère, isolante et riche en capillaires d'une taille de 10 μm et 50 μm) et de chaux aériennes et hydrauliques.
C'est une alternative aux matériaux conventionnels synthétiques, souvent polluants. Elle trouve sa place dans l'éventail de solutions de construction satisfaisant le besoin d'économie d'énergie, l'exigence du développement durable et la demande de construction d'habitats sains. Ce matériau est utilisé pour la construction de bâtiments labellisés « BBC Effinergie », c'est-à-dire conformes à la réglementation thermique RT 2012 en application pour tous les types de construction depuis le 1er janvier 2013.
La construction en béton de chanvre en France date du début des années 1990. Ce béton était alors fabriqué sur place où il était banché. La brique de chanvre permet aujourd'hui une utilisation aisée de ce matériau pour la construction ou l'isolation thermique. L'assemblage de blocs se fait à joints minces pour ne pas réduire les performances thermiques.
Il existe également des blocs de béton de chanvre qui se montent par emboîtement à sec grâce à un système de rainures et de languettes.

## Bétons de chanvre
On peut construire en « béton de chanvre » avec d'autres techniques de mise en œuvre : technique banchée ou technique projetée. Le béton de chanvre est un matériau de remplissage. Il n'est pas porteur contrairement au béton armé par exemple. Les bétons de chanvre sont obtenus à partir d’un mélange d’un « granulat végétal » : la chènevotte et d’un liant seul ou d’un mélange de liants.
Différents mélanges et liants ont été testés dont chaux vive, chaux hydraulique, chaux aérienne ou autres liants hydraulique de type ciment naturel Prompt et pouzzolanique etc.
Historiquement, les premiers bétons de chanvre ont été mis en œuvre à la fin des années 1980 - début des années 1990. La technique était alors banchée : entre les banches de maçons, ou sur un lattis lorsqu'il s'agit de toiture, on répand le mélange chaux-chanvre. Celui-ci est préparé dans une toupie, un malaxeur, une bétonnière voire à la main. Le décoffrage s'effectue dans la journée. Dans ce cas, la qualité et l'homogénéité du mélange sont bien contrôlés.
L'autre technique, différente et peut-être complémentaire de la première, apparaît au début des années 2000, c'est le béton de chanvre projeté. On peut s'en servir en construction neuve, en rénovation. Il est aussi utilisé parfois en isolation par l'extérieur. Par exemple sur immeuble à étages, neuf et bioclimatique (orientation nord–sud) construit à Paris en 2012-2013, labellisé BBC Effinergie, alors que le matériau était en hors des DTU. Les murs de cet immeuble ont été équipés de sondes thermiques et les équilibres thermo-hygrométriques y seront évalués.
Plus récemment, des méthodes plus innovantes ont vu le jour pour l'application du béton de chanvre dans la construction, La Suède étudie l'idée d'utiliser une imprimante 3D pour appliquer du béton de chanvre dans la construction. Au lieu de mobiliser une grande équipe d'ouvriers, les couches de béton de chanvre peuvent être appliquées une par une grâce à un grand bras d'impression. L'entreprise américaine Buffalo 3D travaille également sur ce projet.

## Les avantages du chanvre dans la construction

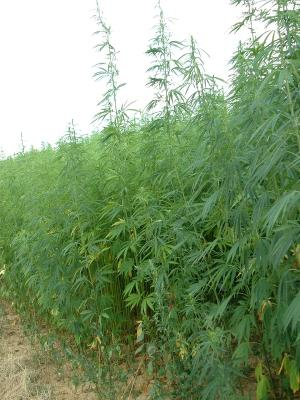
Photo d'un champ de chanvre

Le chanvre est un matériau de construction particulièrement prisé pour ses propriétés d’isolation thermique et acoustique. Avec une conductivité thermique moyenne de 0,039 à 0,040 W/(m·K), il offre une excellente performance énergétique, permettant de maintenir la chaleur en hiver et la fraîcheur en été. En termes d’isolation phonique, le chanvre atténue efficacement les nuisances sonores grâce à sa structure fibreuse et poreuse, qui absorbe les vibrations sonores et limite la réverbération dans les espaces intérieurs.
Les performances thermiques et acoustiques du chanvre en font un choix privilégié pour améliorer le confort des occupants, tout en réduisant les besoins en énergie pour le chauffage et la climatisation. En outre, sa faible empreinte écologique, combinée à sa capacité à stocker le carbone pendant son cycle de vie, contribue à diminuer l’impact environnemental des bâtiments construits avec ce matériau.
L’application du chanvre dans la construction est flexible : il peut être utilisé sous forme de panneaux rigides, de rouleaux flexibles ou en vrac pour le soufflage ou l’épandage dans les combles. Cette polyvalence permet de l’intégrer dans l’isolation des murs, des planchers et des toitures. En termes d’innovation, des recherches sont en cours pour optimiser encore davantage ses performances, notamment en intégrant des liants adaptés et en améliorant la résistance à l’humidité et au feu.
Le chanvre s'impose ainsi comme un matériau de construction contemporain, à la fois respectueux de l'environnement et centré sur le bien-être des occupants. Son adoption croissante reflète une transition vers des pratiques de construction plus durables et responsables.

## Utilisations
Les briques et le béton de chanvre peuvent être utilisés de plusieurs manières, en fonction du rendu souhaité :
- Doublage de murs existants par l’intérieur et par l'extérieur[12]
- Construction de maisons individuelles avec structure en poteaux et poutres en bois, ou ossature en bois standard[13]
- Construction de maisons individuelles avec structure en poteaux et poutres en béton armé (système constructif BIOSYS)
- Construction immeubles, bâtiment industriels avec structure en poteaux et poutres en béton ou en acier[13]
- Isolation acoustique performante pour studio salle de musique

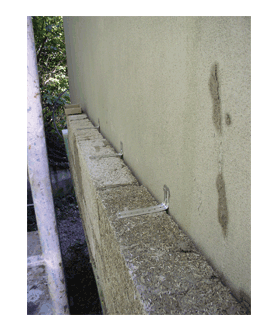
Isolation extérieure.
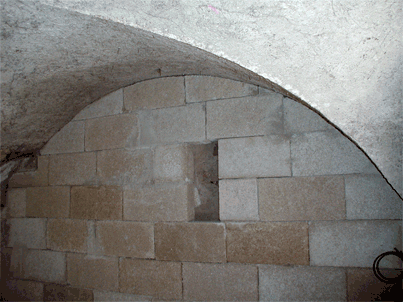
Isolation intérieure.
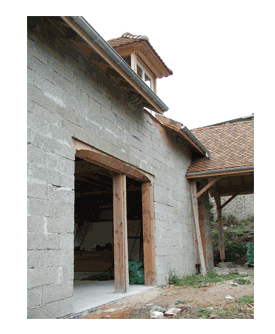
Bloc de chanvre et menuiserie.
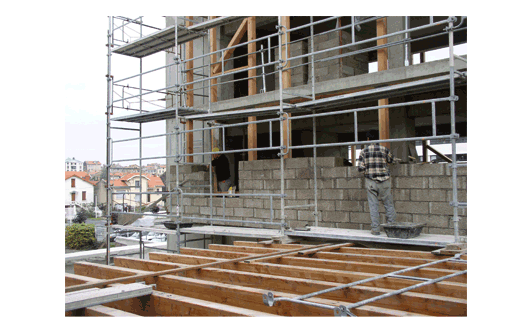
Construction d'un immeuble.

## Caractéristiques

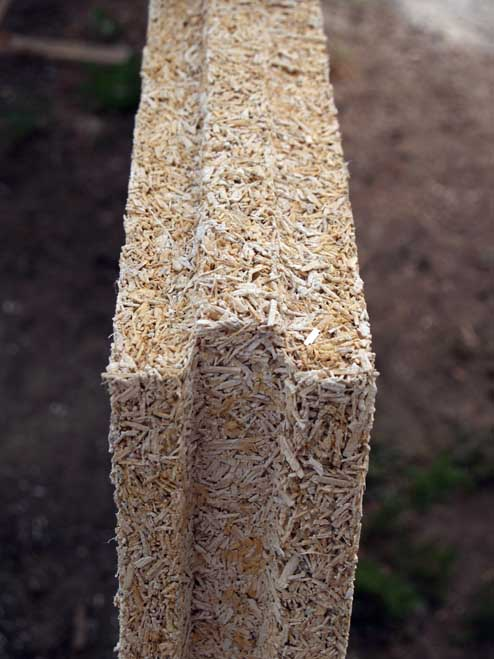

Les caractéristiques du béton de chanvre peuvent varier en fonction des produits utilisés. Cependant, on peut citer quelques ordres de grandeur :
- Conductibilité thermique : lambda = de 0,065  à 0,12 W m−1 K−1selon les fabricants
- Capacité thermique massique : 1 700 J kg−1 K−1
- Résistance à la compression : 0,1 MPa (1 kg/cm2) à 0,15 MPa
- Densité : de 270 à 450 kg/m3 selon les fabricants
- Déphasage thermique : 37 minutes par cm soit 12,5 heures pour 20 cm
- Réaction au feu : classement M1, Euroclasse B-s1, d0 selon NF EN 13501-1
- Résistante au feu : deux heures pour un mur de 30 cm d'épaisseur
- Coefficient d'absorption acoustique : 0,8
- Affaiblissement acoustique bruit rose : de 50 à 59 dB pour des épaisseurs de 10 à 30 cm
- Énergie grise par mètre carré de mur de 20 cm d'épaisseur, résistance thermique 2,8 m2 K/W : 200 MJ
- Perméable à la vapeur d’eau, facteur de résistance à la diffusion de la vapeur d'eau : µ < 4,5
- Résistante aux rongeurs et insectes (même les termites)

## Acoustique
Les bétons de chanvre faits avec des liants à la chaux sont de très bons isolants acoustiques. Cela est principalement dû à la porosité particulière de ces bétons. En effet, la taille de leurs pores peut varier entre 1μm et 1cm; on parle de porosité multi-échelle.
Lors de la mise en vibration des molécules de l’air par le passage d’une onde sonore, les molécules à proximité des bétons vont se loger dans leurs pores et les déformer. L’énergie de l’onde sonore va alors être plus ou moins transmise aux bétons, ce qui va limiter la propagation de l’onde.
La granulométrie des particules de chanvre ne joue pas sur les propriétés acoustiques des bétons. Il semblerait que ce soit dû à l’ajout d’un liant entre les particules de chènevotte lors de la fabrication des bétons.

## Impact environnemental
En amont de la chaîne de production, le chanvre possède plusieurs intérêts agronomiques. Il est :
- une bonne tête d’assolement. Il constitue un bon précédent pour les céréales car, son cycle cultural étant court, il libère le sol tôt (récolte à partir de mi-septembre en France) ;
- une plante « nettoyante ». Elle exerce une concurrence forte vis-à-vis des adventices. Cette culture ne nécessite donc pas d’herbicides et laisse le sol propre pour la culture suivante ;
- une plante qui améliore la structure du sol. Grâce à son système racinaire profond, elle ameublit le sol. Elle apporte également une quantité importante de matière organique (2 à 3 t/ha) ;
- une plante qui ne nécessite ni fongicides, ni insecticides. Il n’existe pratiquement aucun parasite, ni aucune maladie nuisible au chanvre ;
- une plante qui s’adapte bien à des terres de qualité moyenne et à des climats variés grâce à son cycle court.

L'énergie grise du bloc de chanvre (énergie nécessaire à l’ensemble de la fabrication d’un produit) est inférieure à tous les autres matériaux isolants dans la masse (un rapport de 4 par rapport à la brique terre cuite et 3 par rapport au béton cellulaire), tout en ayant un bilan CO2 négatif (stockage de CO2).
De plus, selon une étude du CEREMA, l’utilisation du béton de chanvre pour l’isolation thermique des murs pourrait permettre de réduire jusqu’à 70% le besoin en chauffage des bâtiments.

## Enjeux sociétaux
L’utilisation du chanvre dans la construction répond à plusieurs enjeux sociétaux majeurs. D’une part, elle contribue à créer des débouchés locaux et à relocaliser des emplois en France, favorisant une dynamique économique et sociale dans les territoires ruraux Les coopératives agricoles, notamment, jouent un rôle central en soutenant la production de chanvre et en valorisant cette plante auprès des professionnels du bâtiment. En parallèle, cette démarche s’inscrit dans une logique de durabilité : le chanvre, cultivé sans herbicides, améliore la qualité des sols et peut remplacer la jachère pour nettoyer les terrains en rotation culturale. D’autre part, la brique de chanvre, en tant que matériau biosourcé, s’intègre pleinement dans les objectifs de l’économie verte et du développement durable. Ce matériau présente des avantages notables, comme la capacité de stocker du carbone, ce qui réduit le bilan carbone des constructions, tout en offrant un excellent confort thermique et acoustique. Par ailleurs, des initiatives de formation pour artisans et PME se développent afin de soutenir la filière et promouvoir l’utilisation de ces matériaux dans le secteur de la construction.
Enfin, l’essor de la filière chanvre participe à revaloriser un patrimoine agricole et artisanal français, tout en sensibilisant la société à l’intérêt des matériaux durables pour répondre aux enjeux écologiques et sociétaux.